# Йоко Хіросе
Йоко Хіросе (нар. 1972 ) — японська політолог ( міжнародна політика / порівняльна політика ). Спеціалізується на регіональних дослідженнях країн спадкоємців СРСР, переважно Кавказу, а також дослідженнях невизнані держав і регіональних конфліктів. Професор факультету політичних досліджень університету Кейо та Вищої школи медіа та політичних досліджень. Вона  також є директором медіа-центру Shonan Fujisawa в тому ж університеті .
Отримала докторський ступінь (політика/медіа) в Університеті Кейо в 2006 році тема дисертації  «Розбудова миру та політичний розвиток у колишньому Радянському Союзі: приклад Азербайджану» . Працювала викладачем на факультеті політичних досліджень Університету Кейо, доцентом у Вищій школі регіональних досліджень Токійського університету іноземних досліджень, доцентом на факультеті міжнародних відносин Універистету префектури Сідзуока та доцентом на факультеті Університету Кейо перспективних досліджень. У 2018 році був призначений радницею Комітету національної безпеки Японії.Учасниця Форуму Вільних Народів Постросії

## Біографія
Народилась в Сібуяку , Токіо, живе в Токіо. Заміжня, має одну дитину. Виросла у Харадзюку,

### Академічна освіта
- 1985 Початкова школа Сібуя Уорд Джінгумае
- 1991 Закінчила середню школу Тохо для дівчаток
- 1995 Закінчила факультет політичних досліджень університету Кейо (найкращий клас) [4]
- 1997 Закінчила магістерську програму у Вищій школі права та політичних наук Токійського університету та продовжила навчання в докторській програмі.
- 2000-2001 навчалася в Азербайджані в Університеті ООН за стипендією Університету Акіно
- У 2001 завершила докторський курс
- 2006 р. Доктор філософії (політика/медіа) (Університет Кейо)

### Історія роботи
- Квітень 2001 - березень 2002, Японське товариство сприяння науковим дослідженням (PD)
- З квітня 2002 р. по березень 2005 р. штатний викладач на факультеті політичних досліджень Університету Кейо (на визначений термін)
  - Квітень 2003 р. – по теперішній час, спільний дослідник Центру славістичних досліджень Університету Хоккайдо
  - З квітня 2004 року по березень 2005 року вона працювала за сумісництвом дослідником у Вищій школі міжнародного розвитку Університету Нагоя, за сумісництвом викладачем Токійського університету іноземних досліджень і за сумісництвом дослідником у Національному музеї етнології.
- З квітня 2005 року по березень 2007 року вона була позаштатним викладачем на факультеті політичних досліджень Університету Кейо та викладачем у Вищій школі регіональних досліджень Токійського університету іноземних студій.
- Квітень 2007 р. – березень 2008 р., доцент, Вища школа регіональних досліджень Токійського університету іноземних досліджень
- Квітень 2008 – березень 2010, доцент, факультет міжнародних відносин , Університет префектури Сідзуока
  - Квітень 2008 р. – березень 2009 р., запрошений доцент Центру слов’янських досліджень Університету Хоккайдо
- Квітень 2010 р., доцент, факультет політичних досліджень, Університет Кейо
  - Квітень 2010 - Березень 2011, Викладач за сумісництвом, факультет іноземних знавств, Софійський університет
  - З 2010 року по теперішній час вона також працює спільним дослідником у Міждисциплінарному дослідницькому центрі монотеїстичних релігій Університету Дошіша та члена Групи вивчення Росії в Інституті міжнародних відносин.
  - З березня 2013 року по березень 2014 року вона була запрошеним дослідником в Інституті Гаррімана[en] Колумбійського університету, США.
- Квітень 2016 р. Професор факультету політичних досліджень Університету Кейо
  - Березень 2017 - Березень 2017 Запрошений дослідник в Інституті Алексантері, Університет Гельсінкі, Фінляндія
  - Жовтень 2017 - Березень 2018 Запрошений дослідник у Центрі стратегічних і міжнародних досліджень ( CSIS ), США
- Липень 2018 - Березень 2020 Радник агенції з питань національної безпеки

### Нагороди
- Спеціальна нагорода 21-ї Азіатсько-Тихоокеанської премії 2009 року («Кавказ: перехрестя міжнародних відносин», Шуейша < Шуейша Шіншо >, 2008) [5][6].

## Книги
- «Регіони та конфлікти колишнього Радянського Союзу: геополітика нафти, етнічності та тероризму» ( Keio University Press, 2005) ISBN 978-4-7664-1192-8
- «Росія, наддержава сили та незахищеності: «Світло й тінь» у країнах колишнього Радянського Союзу» ( Кобунша < Kobunsha Shinsho >, 2008) ISBN 978-4-334-03439-9
- «Кавказ – перехрестя міжнародних відносин» ( Шуейша < Шуейша Шіншо >, 2008) ISBN 978-4-08-720452-0
- «Росія: велика держава, багатополярний світ» ( ASCII Media Works < ASCII Shinsho >, 2008) ISBN 978-4-04-870871-5
- «Невизнані нації та світ без гегемонії» ( Видавництво NHK < NHK Books >, 2014) ISBN 978-4-14-091220-1
- «Азербайджан: «Земля вогню», де переплітаються цивілізації» ( Гунзоша < Eurasia Bunko >, 2016) ISBN 978-4-903619-66-8
- «Росія і Китай – антиамериканська стратегія» ( Чікума Шобо < Чікума Шіншо >, 2018) ISBN 978-4-480-07153-8
- «Гібридна війна: нова національна стратегія Росії» ( Kodansha < Kodansha Gendai Shinsho >, 2021) ISBN 978-4-06-522709-1

### Співавтор
- (Kazuro Yukawa, Hisashi Hirai та ін.) «Периферія стурбована відстанню від Китаю» «Концепція економічної зони Шовкового шляху та конфлікт інтересів між Китаєм і Росією» ( Азійський університетський інститут досліджень Азії, 2016) ISBN 978-4-900521- 31-5
- ( Дайсуке Кондо ) «Японці не знають! Приховані амбіції Китаю та Росії» ( Бізнес-ша, 2023) ISBN 978-4-8284-2480-4

### Редагування
- «67 розділ, щоб дізнатися про Азербайджан» ( Akashi Shoten <Area Studies>, 2018) ISBN 978-4-7503-4672-4

### Автор спільної редакції
- ( Seiichi Kitagawa, Hiroki Maeda, Takayuki Yoshimura ) “60 Chapters for Understanding the Caucasus” ( Akashi Shoten <Area Studies>, 2006) ISBN 978-4-7503-4672-4
- ( Кен Джимбо ) Серія «Змінний світовий порядок і глобальне управління»: Відкриття комплексних політичних досліджень (Видавництво: Факультет політичного менеджменту Університету Кейо, Видавець: Видавництво університету Кейо, 2023) ISBN

## Статті

### журнальна стаття
- «Війна у В’єтнамі та Радянський Союз: зосередження на миротворчій діяльності до Паризьких мирних переговорів», Бюлетень Хонго Хосея № 6 (1997)
- «Створення ГУУАМ та його перспективи: проблеми країн-учасниць і російський фактор» Росіянознавство № 31 (2000)
- «Азербайджанський польовий звіт» Інститут економік, що розвиваються, Сучасний Близький Схід № 29 (2000)
- «Наслідки конфлікту в Нагірному Карабаху для внутрішньої політики Азербайджану: дослідження Ходжарського інциденту», під редакцією Тадаюкі Хаяші, Томохіко Уями та Томоки Обітані, «Нація та етнічна приналежність у слов’янському євразійському світі», Національний музей етнології, Центр регіонального планування та обміну, 2002)
- «Безпека в регіоні Південного Кавказу: у центрі уваги спроби «Кавказ-4» Серія звітів Центру славістичних досліджень № 83 «Проблеми безпеки в СНД» (2002)
- «Фази нагорно-карабахського конфлікту: фокусування на впливі закінчення холодної війни та пошуку миру», дослідження соціальних наук, том 55, № 5 і 6 (2004)
- «Встановлення та трансформація авторитаризму в Азербайджані» Міжнародна політика № 138 (2004)
- «Спадкова політика Азербайджану» «Заморські справи» том 53, № 5 (2005)
- «Проблеми стабілізації невизнаних держав і регіонів: приклад конфлікту в Нагірному Карабаху», Журнал міжнародного права та дипломатії, том 104, № 2 (2005)
- «Політичний та економічний вплив трубопроводу BTC на південнокавказький регіон» Міжнародний дослідницький форум з питань розвитку № 31 (2006)
- «Аспекти геноциду в Азербайджані», Comparative Genocide Studies, vol. 2, 2005/2006.
- «9.11» з точки зору Азербайджану» «Міждисциплінарний» № 19 (2006)
- «Нові тенденції в країнах СНД: у центрі уваги зміна президента та вплив міжнародної ситуації» Російський щомісячний огляд NIS Survey, випуск за червень 2008 р. (2008 р.)
- «Азербайджан – регіональний центр», Бачення Азербайджану, том 3.2, весна 2008 р., стор.4-9
- «Читання часів із книжок [Росія, велика держава та різні регіони: міжнародна політика через геополітику]» Асахі Сімбун, «Ронза» (випуск за серпень 2008 р.)
- «Напружена ситуація на Кавказі через російсько-грузинський конфлікт», Російський економічний бюлетень NIS, 5 вересня 2008 р., № 1439, стор. 1-11.
- «Чому «заморожений конфлікт» став гарячим?: Дослідження суті грузинського конфлікту», Jiji Top Confidential, номер від 3 жовтня 2008 р., стор. 2-7.
- «Як розуміти грузинський конфлікт: проблема невизнаних держав у колишньому Радянському Союзі», Дипломатичний форум, січень 2009 року (№ 246), стор. 8-14.
- «Ситуація на Кавказі: люди, яких називають «благородними дикунами», Shueisha, Subaru, випуск за лютий 2009 р., стор. 248-253.
- «Питання невизнаних держав на Кавказі: історія після грузинського конфлікту та миротворчі рухи на постконфліктному Кавказі» Асоціація дослідження міжнародних відносин, Бюлетень міжнародних відносин № 79 (лютий 2009 р.)
- «Дискусія про «нову холодну війну» та перспективи покращення американо-російських відносин: конфлікт між двома країнами та внутрішні чинники, які спостерігаються в грузинському конфлікті», «Міжнародні проблеми (Фокус: стратегія реагування на кризу адміністрації Обами)» (випуск за березень 2009 р.)
- «Грузинський конфлікт та його вплив з точки зору кавказького регіону» «Російсько-євразійська економіка (Особливий сюжет: Дослідження російсько-грузинського конфлікту)» (випуск за березень 2009 р.)
- «Поточний стан конфліктів і перспективи миру в колишньому Радянському Союзі» Studio Ghibli «Гарячий вітер (Спеціальний сюжет: Війна)» (випуск за березень 2009 р.)
- «Грузинський конфлікт: його передісторія та світ після нього» Академічний бюлетень 2009-III (№ 876, опублікований 1 травня 2009 р.)
- «Міжнародні відносини між Іраном, Росією та Кавказом – З останніх випадків –» Дослідження Близького Сходу № 505 (2009/2010 Том II)
- «Тенденції після грузинського конфлікту: нові тенденції та незмінні реалії» Асоціація дослідження міжнародних відносин, Бюлетень міжнародних відносин № 80 (лютий 2010 р.)
- «Відносини між Туреччиною та країнами Південного Кавказу після грузинського конфлікту – зосередження на процесі примирення між Вірменією та Туреччиною» Дослідження Близького Сходу № 510 (2010/2011 Том III)
- «Обмеження перезавантаження між США та Росією та питання Грузії» Бюлетень міжнародних відносин № 81 (лютий 2011 р.)
- «Грузія та Азербайджан після грузинського конфлікту: зосередження на змінах у політиці невизнаної держави», Бюлетень міжнародної ситуації № 82 (лютий 2012 р.)
- «Друга «кольорова революція», якої бояться країни колишнього Радянського Союзу» Країнознавство, том 12, № 1 (2012)
- «Політичний погляд після парламентських виборів у Грузії – зосередження на характері та політиці нового уряду» Бюлетень міжнародних відносин № 83 (лютий 2013)
- «Стратегія Росії щодо сирійського питання – геополітичні міркування та обмеження» Близькосхідні дослідження № 516 (2012 Том III)
- «Потреба в стандартній політиці державного визнання: випадок російсько-грузинської війни, Грузії та Азербайджану з 2008 до початку 2012 року», Міжнародні відносини та дипломатія, січень 2014 р., том. 2, № 1, с.1-15 [Всього 15 сторінок] (ISSN 2328-2134)
- «[Питання часу] Інкорпорація Криму Росією: російська логіка та міжнародне право» Юридична школа (випуск за липень 2014 року, № 408)
- «Analyzing the Upsurge of Violence and Mediation in the Nagorno-Karabah Conflict» Stability: International Journal of Security and Development 3(1):23, pp. 1–18,2014 (у співавторстві з Гразвідасом Ясутісом)
- «Міркування гібридної війни Росії», Вісник Інституту міжнародних відносин, Міжнародні відносини, № 85, березень 2015 р.
- «Японсько-російські відносини: на шляху до мирного договору та далі», ред. Юкі Тацумі. , Глобальна дипломатія Японії: погляди наступного покоління, Вашингтон, Центр Стімсона, березень 2015 р.
- «Немає однієї карти світу: тимчасові кордони та невизнані держави», Котоба, № 21 (щоквартальний журнал, осінь 2015), стор. 90-93.
- «Невизнані держави в колишньому СРСР і Косово: фокус на постійних арміях», Відкритий журнал політичних наук (том 6, №1, 2016), с.67-82.
- «Останні дії Росії щодо Арктики: орієнтуючись на тенденції Китаю», Вісник Інституту міжнародних відносин, «Міжнародні справи» № 86, березень 2016.
- «Складність націоналізму в Азербайджані», Міжнародний журнал соціальних наук, том. 4, № 5, травень 2016, стор.136-149.

### Статті, включені до книги
- «Політичний розгляд нагорно-карабахського конфлікту: фактори, які посилили конфлікт і перспективи етнічного співіснування», за редакцією Японського товариства порівняльної політики, «Умови етнічного співіснування» ( Видавництво університету Васеда, 2001)
- «Тероризм і конфлікт» під редакцією Сукехіро Хосоно, «Вступ до політичних досліджень/Виклики політичних шкіл» ( Toyo Keizai Inc., 2003)
- «Дипломатія Росії на Кавказі: міжнародні відносини, що коливаються між тероризмом і конфліктом», за редакцією Хіроакі Мацуї, «Нові події в міжнародній ситуації після 9/11 і російська дипломатія» ( Японський інститут міжнародних відносин, 2003)
- «Протидія тероризму та глобальне управління» під редакцією Масахіро Івасакі, Політика та управління ( Tokai University Press, 2003) ISBN 978-4-486-01612-0
- «Від конфлікту до етнічного співіснування: у пошуках нового національного іміджу», під редакцією Тошіюкі Каґави та Томоюкі Кодзіми, «На передньому краї комплексних політичних досліджень (4) виклики дослідників нового покоління» (Keio University Press, 2003)
- «Тенденції субрегіональних груп у СНД: підйом і падіння ГУУАМ як приклад», під редакцією Шінічіро Табата та Емі Суедзава, «СНД: Реконструкція простору колишнього Радянського Союзу» ( Кокусай Сьойн, 2004)
- «Visions for Mountainy Karabakh: From the Azerbaijanis and the Armenians», International Visions ed. Вірменсько-азербайджанський конфлікт щодо Карабаху від історії до перспектив миру в майбутньому (Азербайджан: бачення Азербайджану, 2007).
- «Питання розбудови миру навколо нагірно-карабахського конфлікту», за редакцією Хідеакі Шірояма, Юджі Ішіда та Кена Ендо, «Миробудівництво з поля конфлікту: роль і виклики міжнародного кримінального правосуддя» ( Toshindo, 2007)
- «Три країни Південного Кавказу та Росія» під редакцією Сінічіро Табата, «Нафта, газ і російська економіка» ( Hokkaido University Press, 2008)
- «Негативний ланцюг геноциду в Азербайджані», під редакцією Хідеміцу Курокі, «Розбудова миру в епоху війни з тероризмом: перспективи з минулого, перспективи на майбутнє» ( Toshindo, 2008)
- «Міжнародна політика навколо Кавказу: потрібна збалансована дипломатія», під редакцією Хірокі Маеда, «Кавказ різноманіття та потенціалу: поза межами етнічного конфлікту» (Hokkaido University Press, 2009)
- «Від «наддержави» Радянського Союзу до «ресурсної наддержави» Росії» «Map Magazine ① Information World Map – Understanding the Great Transition» ( Shogakukan Creative, 2009)
- «Відносини з Росією тощо» Під редакцією Китайського науково-дослідного інституту, «Китайський щорічник 2009» (Mainichi Shimbun Publishing, 2009) ISBN 978-4-620-90689-8
- «20-те століття геноциду в Азербайджані» під редакцією Юджі Ішіди та Шінічі Такеучі, «Геноцид і сучасний світ» ( Видавництво Bensei, 2011)
- «ЄС і Кавказ/Центральна Азія» Куміко Хаба та Сатоші Мізобата (ред.) «Росія/Розширений ЄС» ( Мінерва Шобо, 2011)
- «Південний Кавказ, погляд з Росії: від Закавказзя до Південного Кавказу» за редакцією Нобуо Сімото та Хіроші Сімади, «60 розділів для розуміння сучасної Росії [друге видання]» ( Акаші Шотен, 2012)
- «Регіональні конфлікти на Південному Кавказі» під редакцією Томокі Обітані, Сейічі Кітагави та Хідехіро Соми, «Лекція з світової географії Асакура – Історії Землі та людства – «Центральна Азія»» ( Асакура Шотен, 2012)
- «Міста Південного Кавказу» (у співавторстві з Хірокі Маеда та Такаюкі Йошімура), Томока Обітані, Сейічі Кітагава та Хідехіро Сома (ред.) «Лекція з географії світу Асакура – Історії Землі та людства – «Центральна Азія»» ( Асакура Шотен, 2012) )

### Редакції газетних статей
- «Моя точка зору: «Японія повинна запобігти кризі «тайванізації» грузинського конфлікту», Asahi Shimbun (випуск від 1 вересня 2008 р.)
- "Чи буде нова холодна війна після Грузії? У багатополярному світі не може бути повернення", Ніккан Коґьо Сімбун [Такумі Ікен] (випуск від 27 жовтня 2008 р.)
- "Чи сприятиме фінансова криза глобальній мультиполяризації? Занепад Сполучених Штатів і ера співпраці G20", Ніккан Коґьо Сімбун [Такумі Ікен] (випуск від 1 грудня 2008 р.)
- «Нестабільність на Кавказі триває: складна регіональна та міжнародна ситуація, пов’язана з нападом Росії на Грузію», Tosho Shimbun, № 2900 (випуск від 1 січня 2009 р.)
- «Остання ситуація в Росії: громадська обізнаність, економічна криза та порочне коло» «Nikkan Kogyo Shimbun» [Такумі Ікен] (випуск від 5 січня 2009 р.)
- «Колишнє радянське суспільство чекає на адміністрацію Обами: очікування щодо політики Росії в багатополярному світі» Ніккан Коґьо Сімбун [Такумі Іскен] (випуск від 2 лютого 2009 р.)
- «Обізнаність громадян необхідна в інформаційному суспільстві: величезні новини, будь ласка, перевірте себе» «Nikkan Kogyo Shimbun» [Такумі Ікен] (випуск від 9 березня 2009 р.)
- З жовтня 2014 року «Дивитися країни колишнього Радянського Союзу» виходить у четверту п’ятницю кожного місяця у « Фінансовій факсимільній газеті ».
- З жовтня 2020 року я буду відповідати за серіалізацію «Tashisaya» в «Shinano Mainichi Shimbun» (раз на три місяці)

### Серія WEB
- Серіалізовано в Asahi Shimbun WEBRONZA Synod Journal (SYNODOS JOURNAL) з липня 2010 р. http://webronza.asahi.com/synodos/authors/2010052500003.html
- Серіалізовано в WEDGE Infinity з лютого 2011 року http://wedge.ismedia.jp/category/russia

### Випуск журналу
- Відповідає за написання щомісячного «Компасу» для «Тоа» (чотири рази на рік) з січня 2016 року.

### Статті та інтерв'ю
- “#349 Існує реальність, яку можна побачити, лише якщо ви знімете фільтр упереджень” “МАММО. TV» 1 грудня 2014, № 5082 ( http://www.mammo.tv/interview/archives/no349.html)
- «Ключ до розшифровки природи націй: «Невизнані нації» Інтерв’ю з автором Йоко Хіросе «Невизнані нації та світ без гегемонії» Інтерв’ю з автором нової книги «СИНОДОС» ( http:/ /synodos.jp/newbook/11887)

*Передруковано в «αSYNODOS» vol.162+163 (2014.12.20) «Спеціальна тема: Про що зараз думає нація?»
- «Чи є у імперії Путіна шанси перемогти в боротьбі за позиції проти США та Європи?» «Чи дійсно станеться Третя світова війна?» Сого Тошо, 2014, стор. 118-135.
- «Битва та оборона проти невизнаних націй», Тошо Сімбун (ретроспективний випуск на кінець року, № 3187), 20 грудня 2014 р., сторінки 1 і 2.
- «Чому народжуються «невизнані нації»? Інтерпретація дестабілізуючого світу: «Невизнані нації та світ без гегемонії» Інтерв’ю з Йоко Хіросе» Wedge Infinity (автор Кацухіро Хонда), 13 лютого 2015 р. [ http:/ /wedge.ismedia. jp/articles/-/4710]

## Виноски
Шаблон:脚注ヘルプ
1. ↑  https://imizucci.jp/wp/wp-content/uploads/CCIいみず2024年10月号.pdf#page=6
2. ↑  慶応義塾研究者情報データベース 2023年12月26日閲覧。
3. ↑  国会図書館博士論文書誌データベース
4. ↑  webインタビュー「ゴルバチョフ氏に出会い旧ソ連地域研究の道へ」2022年9月 2023年12月26日閲覧。
5. ↑  「アジア・太平洋賞：日本プレスセンターで表彰式――東京」『アジア・太平洋賞：日本プレスセンターで表彰式 東京 - 毎日ｊｐ(毎日新聞)[недоступне посилання]』毎日新聞社、2009年11月17日。
6. ↑  「アジア・太平洋賞：東京・日本プレスセンターで表彰式」『アジア・太平洋賞：東京・日本プレスセンターで表彰式 - 毎日ｊｐ(毎日新聞)[недоступне посилання]』毎日新聞社、2009年11月18日。

## Пов'язаний предмет
- порівняльна політика

## Зовнішнє посилання
- Профіль факультету університету Кейо Шонан Фудзісава Кампус (SFC) - Сторінка університету Кейо Шонан Фудзісава Кампус представляє Хіросе
- 廣瀬陽子   (Зареєстровано в Researchmap під назвою "Hirose")
- 廣瀬陽子   (зареєстрована в J-GLOBAL під назвою "Хіросе")
- 廣瀬陽子   KAKEN  (зареєстрована в KAKEN під назвою "Hirose")
- 論文一覧（   (Зареєстровано в дослідницькому резолвері під назвою "Hirose")
- Веб-сайт Hirose Yoko - офіційний сайт лабораторії Hirose
- Хірото Кавабата «Я пішов до лабораторії. Університет Кейо. Вторгнення в Україну та конфлікти в країнах колишнього Радянського Союзу: Йоко Хіросе» Веб-серіал National Geographic (всього 8 частин) серпень-вересень 2023 р.